# Willem Blaeu
Willem Janszoon Blaeu, latinizzato Guilielmus Jansonius Blavius (1571 – Amsterdam, 1638), è stato un cartografo e editore olandese.

## Biografia

Nova totius terrarum orbis geographica ac hydrographica tabula, Amsterdam 1635

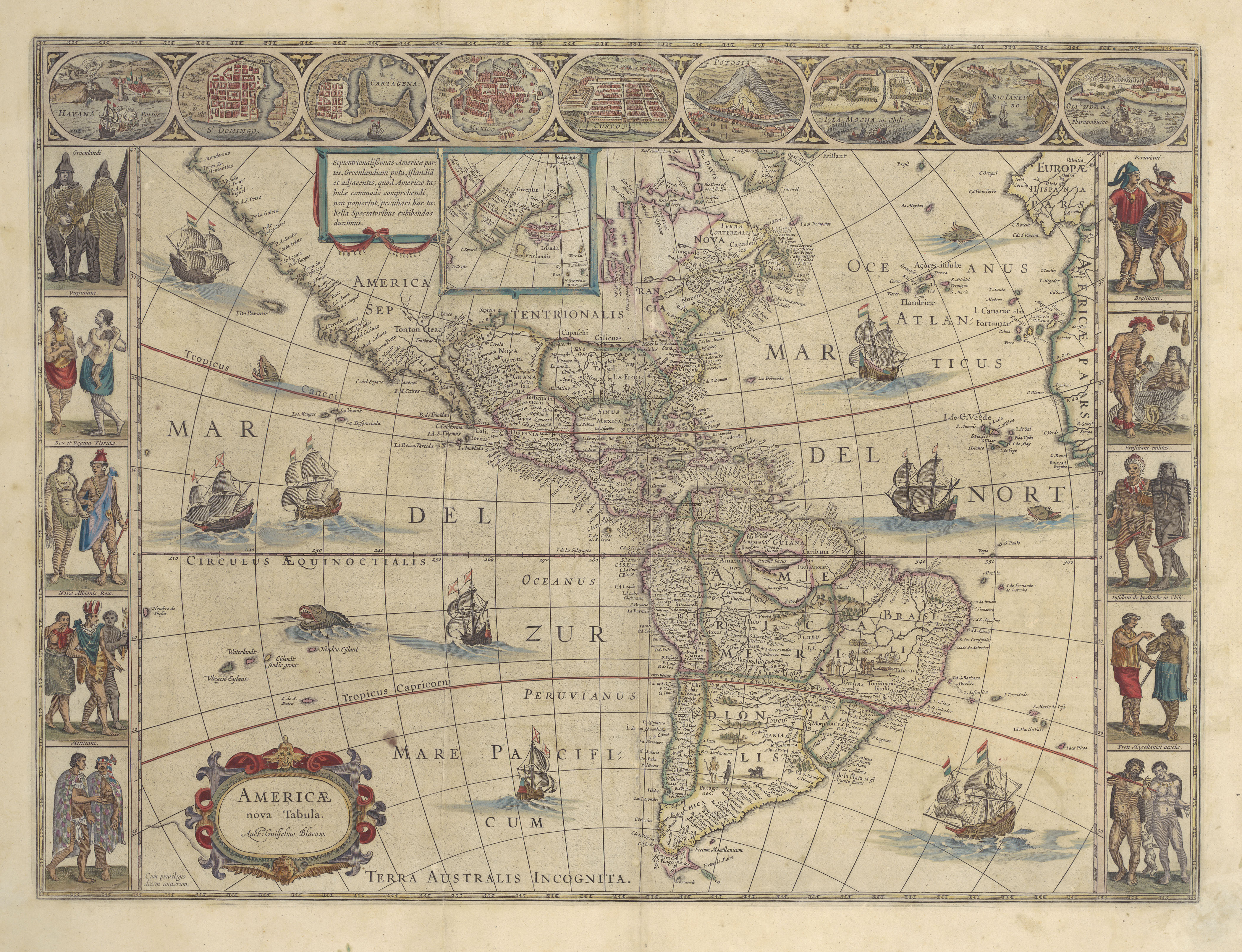
Americae Nova Tabula, Amsterdam 1614

Figlio di un commerciante, fu autore, stampatore ed editore di carte geografiche e globi, che firmò fino al 1621 col nome di Guljelmus Caesius. Tra il 1594 e il 1596 fu allievo e amico di Tycho Brahe (1546-1601), dal quale apprese le conoscenze astronomiche che applicò ai propri lavori. Blaeu era solito ricorrere al contributo di scienziati e geografi che rilevavano per lui carte originali. Benché dotato di una vasta cultura, egli non era però sempre in grado, dipendendo spesso da informazioni registrate in relazioni di viaggio incomplete e imprecise, di giudicare l'esattezza delle sue carte. Il 3 gennaio 1633 fu nominato cartografo ufficiale della Compagnia Olandese delle Indie Orientali e poiché possedeva gli strumenti tipografici riuscì a produrre regolarmente mappe nazionali in un formato da atlante, alcune delle quali apparvero nell'Atlas Novus pubblicato nel 1635.
Tra le sue opere, oltre ai numerosi e fortunati globi celesti e terrestri, vanno ricordati il Theatrum mundi, un grande atlante geografico alla cui pubblicazione attese, tra il 1663 e il 1667, il figlio Joan (circa 1598-1673), e una Istruzione astronomica per l'uso dei globi e delle sfere celesti e terrestri (Amsterdam, 1642).
Le opere di Blaeu sono da considerarsi dei veri e propri capolavori che costituirono uno standard di perfezione destinato a restare a lungo inarrivabile. Le mappe originali sono articoli da collezionismo molto rari. Fu anche un editore e pubblicò le opere di Willebrord Snell, Metius, Vossius, dello storico e poeta Pieter Corneliszoon Hooft e del drammaturgo Joost van den Vondel.